# 田辺国昭
田辺 国昭（たなべ くにあき、1962年 - ）は、日本の行政学者。専門は、行政学、政策科学、政策評価、社会保障・財政政策。東京大学公共政策大学院院長、同大学院法学政治学研究科教授。西尾勝に師事。

## 経歴
- 1977年 - 東京教育大学附属中学校（現・筑波大学附属中学校）卒業[要出典]
- 1980年 - 筑波大学附属高等学校卒業[要出典]
- 1984年 - 東京大学法学部卒業、東京大学学士助手
- 1987年 - 東北大学法学部助教授
- 1993年 - 東京大学大学院法学政治学研究科助教授
- 2000年 - 東京大学大学院法学政治学研究科教授
- 2010年～2012年 - 東京大学公共政策大学院院長
  - この間、人事院契約監視委員会委員長、総務省政策評価・独立行政法人評価委員会臨時委員、財務省の政策評価の在り方に関する懇談会メンバーなども務める。
- 2015年～2017年  - 中央社会保険医療協議会会長、公益側委員
- 2020年～ - 国立社会保障・人口問題研究所所長[1]

## 論文
- 「生活保護政策の構造――公的扶助行政における組織次元の分析（1-4）」『國家學會雑誌』100巻11・12号（1987年）、101巻3・4号（1988年）、101巻7・8号（1988年）、101巻9・10号（1988年）
- 「戦後日本のストライキ――55年体制における労使紛争、その政治経済学的接近（1・2）」『法学』52巻6号（1989年）、53巻3号（1989年）
- 「行政組織と統計情報」『レヴァイアサン』4号（1989年）
- 「1950年代における地方財政調整制度の構造と変容」日本政治学会編『年報政治学1991』（岩波書店、1991年）
- 「行政学の諸問題――西尾勝著『行政学の基礎概念』によせて（1-4）」『自治研究』67巻12号（1991年）、68巻4号（1992年）、68巻5号（1992年）、68巻8号（1992年）
- 「生活保護政策における最低生活基準の決定過程」『法社会学』44号（1992年）
- 「生活保護行政における最低生活基準の決定過程――決定ルールの構造とその転換」『法律時報』64巻10号（1992年）
- 「行政組織における人事異動――1つのリサーチ・プログラム」『法学』57巻2号（1993年）
- 「行政の変化を捉えるには――『社会環境の変動とガヴァメンタルシステムの動態的連関に関する調査研究』のための概念枠組み」『季刊行政管理研究』63号（1993年）
- 「財政投融資計画の策定過程――決定における時間と組織」『法学』59巻6号（1996年）
- 「地方分権と再分配政策のダイナミックス――国民健康保険を例に」『年報行政研究』31号（1996年）
- 「老人保健福祉計画の策定過程と行政モデルの転換」『季刊社会保障研究』33巻3号（1997年）
- 「改革なき適応――1980年以降の日本の地方財政」『NIRA政策研究』12巻2号（1999年）
- 「電力産業の規制緩和の比較研究――日本とアメリカを例に」『レヴァイアサン』24号（1999年）
- 「政策評価の仕組み」『ジュリスト』1161号（1999年）
- 「20世紀の学問としての行政学?――『新しい公共管理論（New Public Management）』の投げかけるもの」『年報行政研究』36号（2001年）
- 「税務行政の政策評価とその課題」『税理』44巻8号（2001年）
- 「実績評価の課題」『都市問題研究』53巻10号（2001年）
- 「政策評価制度の構築とその課題」『日本労働研究雑誌』43巻12号（2001年）
- 「地方財政の危機と改革」『年報行政研究』37号（2002年）
- 「中央省庁における政策評価の現状と課題――期待と失望のスパイラルを超えて」『NIRA政策研究』18巻11号（2005年）
- 「小泉政権下における政策過程の変容と府省の対応」『NIRA政策研究』18巻12号（2005年）
- 「政策評価制度の運用実態とその影響」『レヴァイアサン』38号（2006年）
- 「政策評価の現状と課題――評価を有効にする組織条件」『評価クォータリー』1号（2007年）